# Antrocaryon amazonicum
Antrocaryon amazonicum är en sumakväxtart som först beskrevs av Adolpho Ducke, och fick sitt nu gällande namn av B. L. Burtt & A. W.Hill. Antrocaryon amazonicum ingår i släktet Antrocaryon och familjen sumakväxter. Inga underarter finns listade i Catalogue of Life.